# Departamento de Veraguas
Veraguas fue uno de los departamentos en que se dividía el Estado Soberano de Panamá (Colombia). Fue creado en 1864, cuando el departamento de Fábrega cambió su nombre. Comprendía el territorio oriental de la antigua provincia de Veraguas. Tenía por cabecera a San Francisco de la Montaña.

## División territorial
Para 1870 el departamento estaba dividido en los distritos de Santiago, Atalaya, Calobre, Cañazas, La Mesa, Las Palmas, Montijo, Ponuga, Río de Jesús, San Francisco, Santafé y Soná.